# Huperzia pilgeriana
Huperzia pilgeriana là một loài thực vật có mạch trong Họ Thạch tùng. Loài này được (Herter ex Nessel) Holub mô tả khoa học đầu tiên năm 1985.